# Menna Hamed
Menna Hamed (* 30. Januar 1998 in Kairo) ist eine ägyptische Squashspielerin.

## Karriere
Menna Hamed begann ihre Karriere im Jahr 2017 und gewann bislang neun Titel auf der PSA World Tour, davon drei in ihrer Debütsaison. Ihre beste Platzierung in der Weltrangliste erreichte sie mit Rang 35 am 3. Februar 2025.

## Erfolge
- Gewonnene PSA-Titel: 9